# Liste des maires de Jacob-Bellecombette
Pour un article plus général, voir Jacob-Bellecombette.
Cette page présente la liste des maires de Jacob-Bellecombette, ville du département de la Savoie et de l’agglomération de Chambéry. La commune tient sa notoriété grâce à l’Université Savoie Mont Blanc.

## Liste des maires

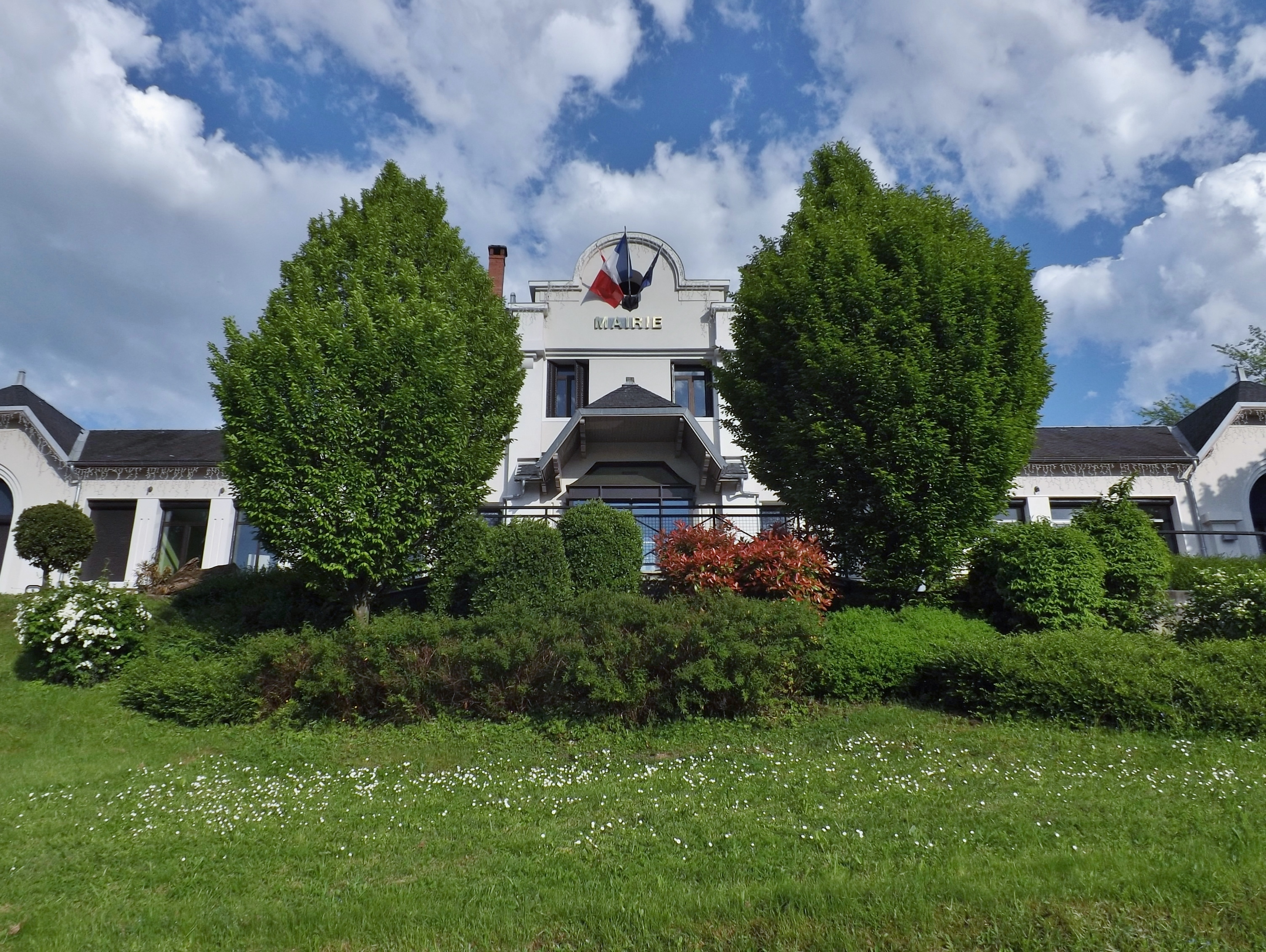
Mairie de Jacob-Bellecombette.

| Période                                  | Période          | Identité                                            | Étiquette | Qualité |
| ---------------------------------------- | ---------------- | --------------------------------------------------- | --------- | --- |
| 1876                                     | 1892 (décès)     | Charles Emmanuel Grand (1810-1892)                  |           | Avocat, administrateur des Hospices |
| 1892                                     | ?                | Joseph Martin                                       |           | |
| ?                                        | 1907             | Jacques Tochon                                      |           | |
| 1907                                     | 1925             | Joseph Laurent Marie Charles Dupasquier (1850-1926) |           | |
| 1925                                     | 1936             | François Jérôme Portail                             |           | |
| 1936                                     | 1944             | Jean de Buttet (1885-1946)                          |           | Lieutenant de vaisseau honoraire |
| 1944                                     | 1945             | Léon Murzon                                         |           | |
| 1945                                     | 1955             | Léon Savit                                          |           | |
| 1955                                     | mars 1965        | Marius Darves                                       |           | |
| mars 1965                                | 1981 (démission) | Jean-Baptiste Richard (1904-1983)                   |           | Ingénieur |
| 1981                                     | mars 1989        | André Guichon                                       |           | |
| mars 1989                                | juin 1995        | Auguste Bernard                                     |           | |
| juin 1995                                | mars 2008        | Jean-Louis Favre                                    | DVD       | |
| mars 2008                                | En cours         | Brigitte Bochaton (1958- )                          | DVD       | Assistante de régulation médicale Conseillère départementale du canton de Chambéry-2 (2015 → ) 8e vice-présidente du conseil départemental de la Savoie (2015 → ) |
| Les données manquantes sont à compléter. |                  |                                                     |           | |

## Les maires

### Brigitte Bochaton
Brigitte Bochaton, née en 1958, est une femme politique, assistante de régulation médicale pour le SAMU 73 de profession, qui s’engage en politique en 2001, quand elle devient adjointe au maire de Jean-Louis Favre à la mairie de Jacob-Bellecombette. Elle est élue maire de la commune en 2008 et est réélue en 2014. Lors des élections municipales françaises de 2014, elle remporte l’élection contre Antoine Fatigua, alors conseiller régional, avec plus 72,93 % des suffrages. 
Conseillère communautaire, elle est depuis 2014 vice-présidente de Chambéry Métropole chargée de l’habitat, du PLH et des aménagements des aires des gens du voyage. Brigitte Bochaton siège également au bureau de Métropole Savoie, est une femme politique, assistante de régulation médicale pour le SAMU 73 de profession et est Vice-Présidente de Chambéry Alpes Habitat et de la SAIEM.
Sollicitée par Michel Bouvard lors des élections départementales de 2015, elle est élue au soir du second tour conseillère départementale de la Savoie[réf. nécessaire]. Elle devient vice-Présidente du conseil départemental de la Savoie déléguée aux ressources humaines et moyens généraux dans le nouvel exécutif.

## Politique et administration

### Administration municipale
Le conseil municipal de Jacob-Bellecombette se compose du maire, de sept adjoints et de 19 conseillers municipaux.
Voici ci-dessous le partage des sièges au sein du conseil municipal :

### Tendances politiques et résultats
|                               | 1er score | 1er score                           | 2e score | 2e score                          | Participation |
| Élections municipales de 2014 |           | 72,97 % pour Brigitte Bochaton (SE) |          | 27,02 % pour Antoine Fatiga (DVG) | 58,22 %       |

## Pour approfondir